# Waders

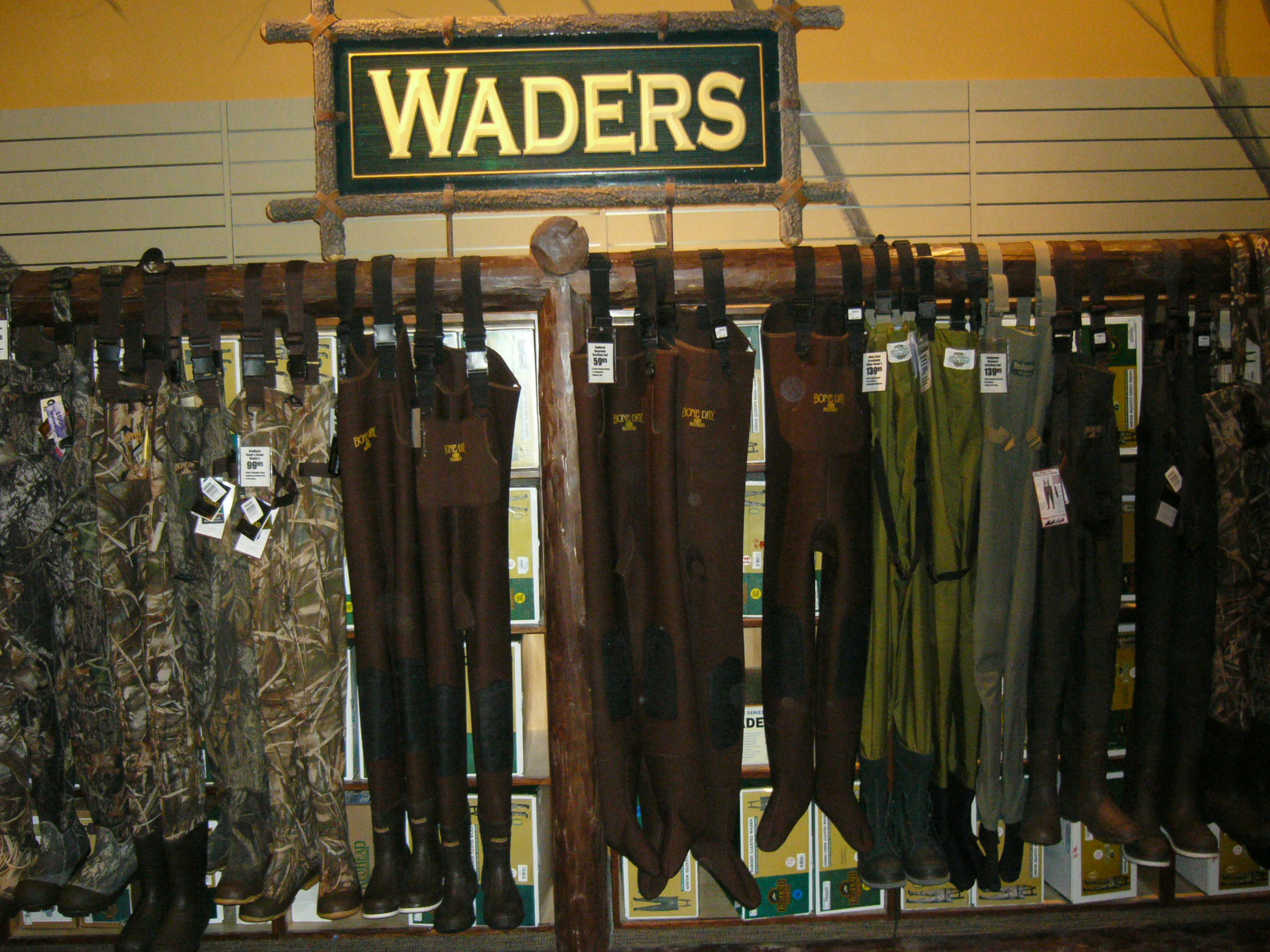
Vari tipi di Wader

Waders  si riferisce a degli stivali alti ed impermeabili, tradizionalmente realizzati in gomma vulcanizzata, ma disponibili nelle più moderne varianti PVC, neoprene e Gore-Tex.  Si distinguono dagli stivali comuni per la loro altezza, alcuni modelli arrivano fino al torace.

## Origine
I primi stivali-wader sono stati prodotti dalla ditta Hodgman e risalgono al 1850. Quando la gomma divenne popolare, intorno al 1912, iniziarono a produrli con questo materiale particolarmente impermeabile e resistente. Poi la gomma è stata perfezionata durante gli anni della seconda guerra mondiale, e iniziarono a produrli con le stesse caratteristiche di quelli odierni.

## Usi

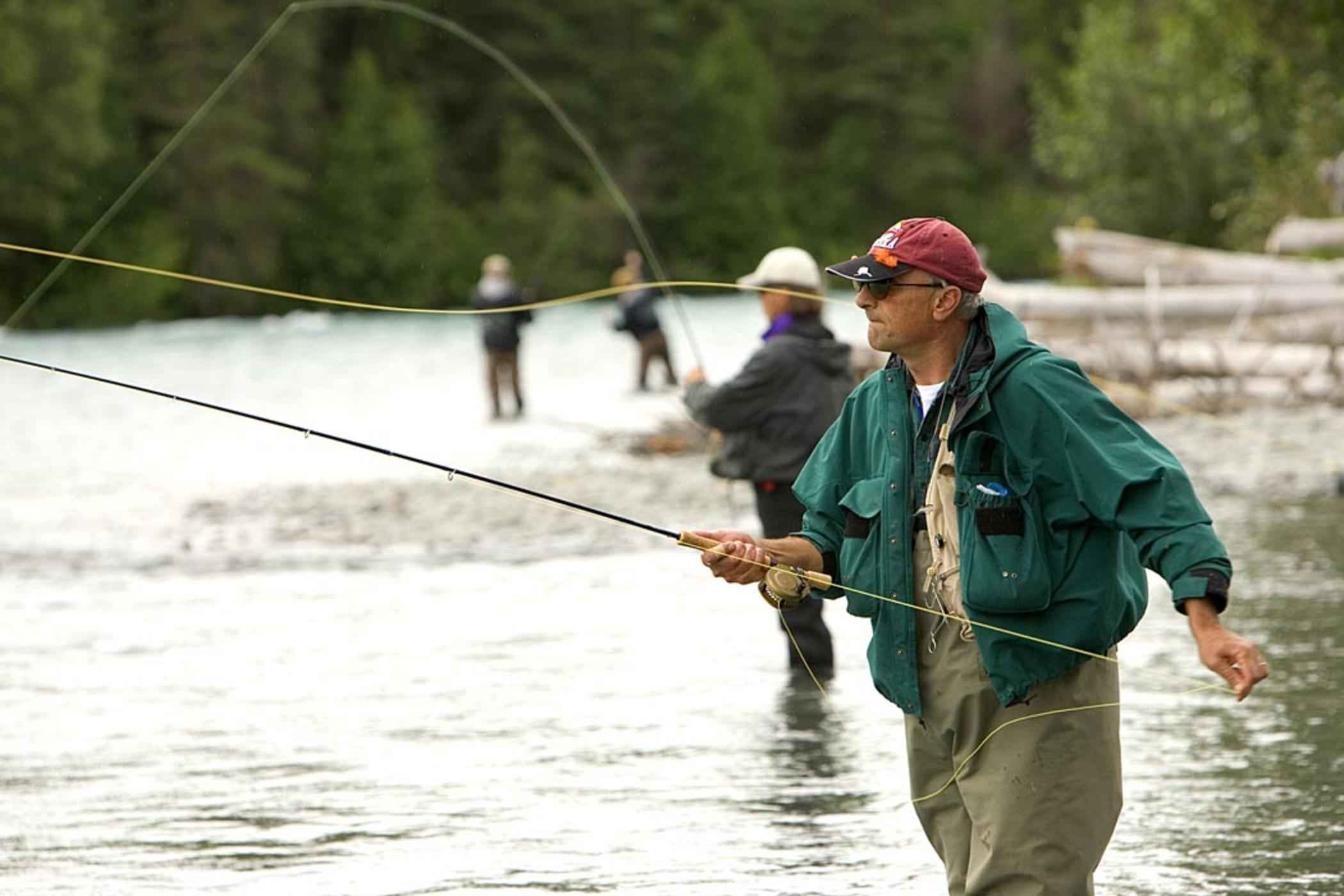
Pescatori usando stivali-waders nella pesca fly

Gli stivali-waders hanno una vasta gamma di applicazioni. Per quanto riguarda le finalità di svago, sono indossati durante la pesca, in acqua giardinaggio, giocando con modelli di imbarcazioni, nella caccia agli uccelli acquatici, e nelle passeggiate con il fuoristrada off -road per evitare il fango. Industrialmente, gli stivali-waders pesanti, sono prevalentemente usati nell'industria chimica, agricoltura e nel mantenimento dell'approvvigionamento dell'acqua, fognatura e altre utilità.

## Impatto ambientale
Molti stati degli Stati Uniti stanno iniziando a vietare alcuni tipi di stivali-waders, in particolare quelli con suole in feltro poroso. Questi tipi di suole ospitano facilmente vari tipi di specie invasive che potrebbero essere trasportate da una fonte d'acqua all'altra. Gli organismi e le piante invasivi rappresentano una minaccia per gli stock ittici e per importanti habitat ittici. Ad esempio, a partire dal 1 marzo 2012, la maggior parte delle contee del Missouri vieta questo tipo di stivali durante la pesca sportiva in acqua dolce. Inoltre in tutta l'Alaska, dal 1 gennaio 2012, si applica la stessa legge. In Nuova Zelanda nel 2008 è stato vietato l'uso di stivali-waders e scarponi con suola in feltro per la pesca sportiva nell'ambito delle misure di contenimento poste in essere a seguito della scoperta dell'alga invasiva (Didymosphenia geminata) nei fiumi dell'Isola del Sud nel 2004.

## Galleria d'immagini

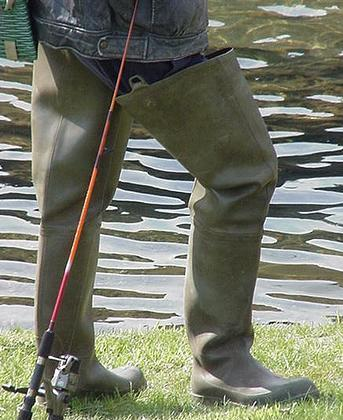
Waders lunghi fino alla coscia
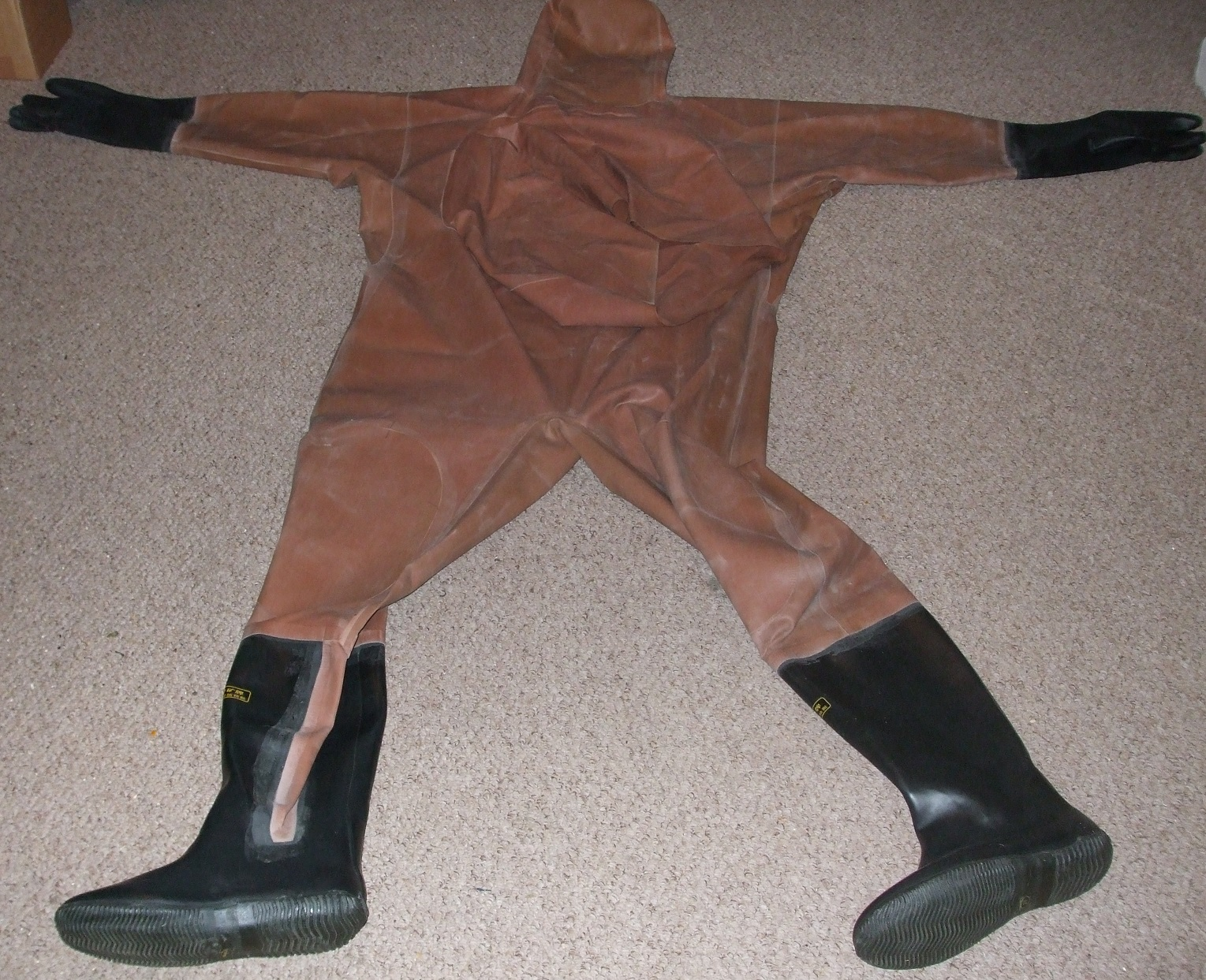
Tuta da wading per tutto il corpo di fabbricazione cinese con stivali inclusi, guanti e cappuccio
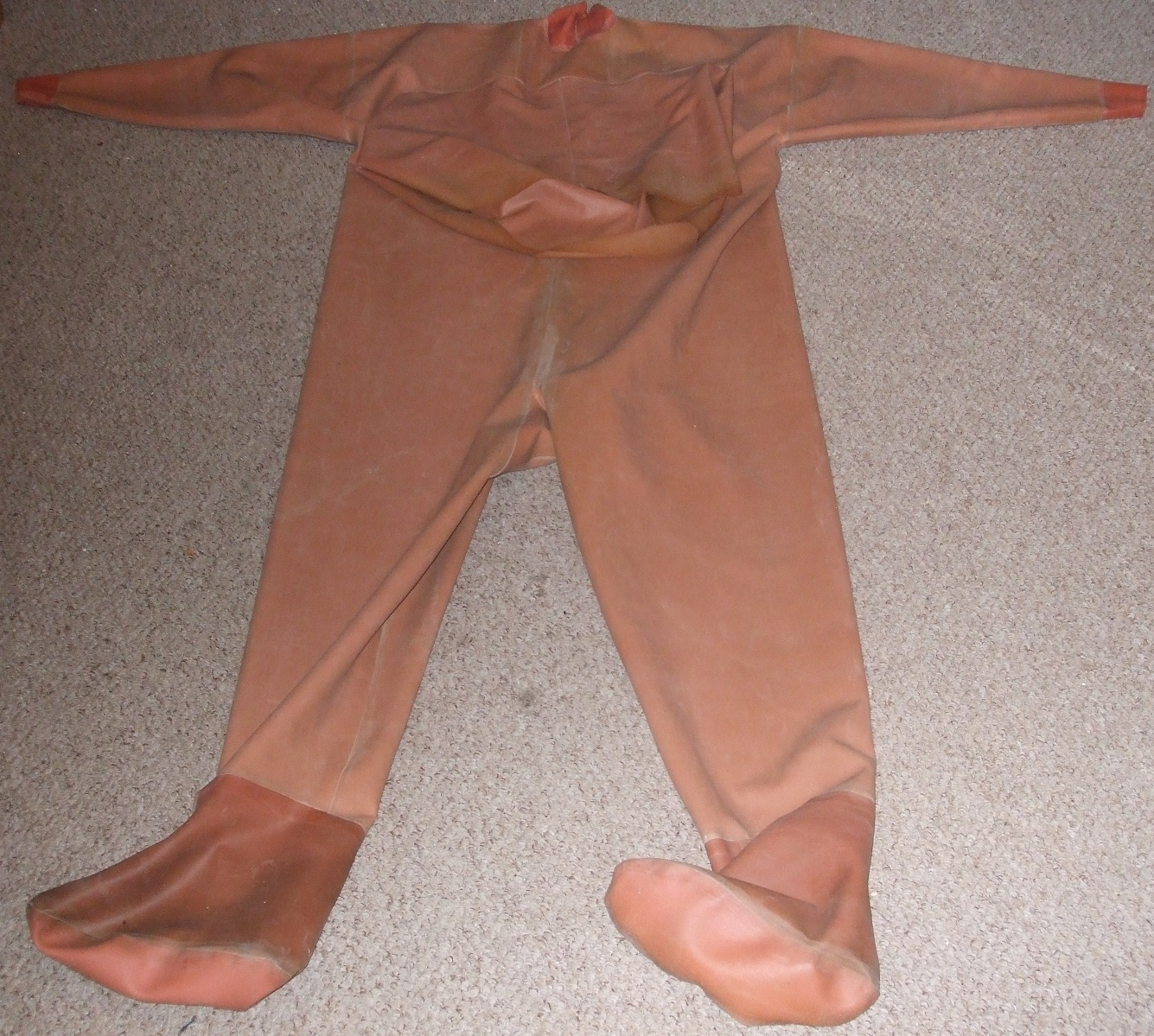
Tuta da wading per tutto il corpo di fabbricazione cinese con calzini, polsini e collare attaccati.